# Xian de Horinger
Cette page contient des caractères spéciaux ou non latins. S’ils s’affichent mal (▯, ?, etc.), consultez la page d’aide Unicode.
Le xian de Horinger (chinois simplifié : 和林格尔县 ; pinyin : Hélíngé'ěr xiàn ; mongol : ᠬᠣᠷᠢᠨᠭᠡᠷ
ᠰᠢᠶᠠᠨ, VPMC : Qorin Ger siyan, cyrillique : Хорингэр шянь) est un district administratif de la région autonome de Mongolie-Intérieure en Chine. Il est placé sous la juridiction de la ville-préfecture de Hohhot.

## Démographie
La population du district était de 187 646 habitants en 1999.

## Transport
- L'aéroport international de Hohhot-Shengle est en construction.